# Artūras Paulauskas

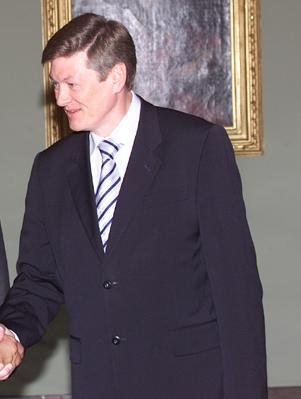

Artūras Paulauskas (anhörenⓘ) (* 23. August 1953 in Vilnius) ist ein litauischer Jurist und Politiker, Mitglied des Seimas. Er war Generalstaatsanwalt der Litauischen Republik und von Herbst 2000 bis zum 13. April 2006 Vorsitzender des litauischen Parlaments – unterbrochen vom 6. März bis 12. Juli 2004, als er in dieser Eigenschaft von Verfassung wegen kommissarisch die Amtsgeschäfte des litauischen Präsidenten versah.

## Berufliche Laufbahn
Nach dem Abitur 1971 an der 2. Mittelschule in Šiauliai absolvierte Artūras Paulauskas 1976 das Diplomstudium der Rechtswissenschaften an der Rechtsfakultät der Universität Vilnius. Nach dem Ende des Studiums arbeitete er in der Staatsanwaltschaft der litauischen Kleinstadt Kaišiadorys. 1982 wurde er erster Staatsanwalt im Rajon Varėna und kurz vor dem Ende der Sowjetunion stellvertretender Generalstaatsanwalt der Litauischen SSR (1987–1990).
Als die unabhängige Republik Litauen die neu geschaffenen Institutionen mit vertrauenswürdigen Personen besetzen musste, ernannte der damalige Vorsitzende der Verfassunggebenden Versammlung und faktische Staatspräsident, Vytautas Landsbergis, den 36-jährigen zum ersten litauischen Generalstaatsanwalt. Dieses Amt hatte er bis 1995 inne, anschließend war er bis 1997 stellvertretender Generalstaatsanwalt unter Vladimiras Nikitinas. Seither praktiziert er als Rechtsanwalt.

## Politische Laufbahn
Nachdem er durch den Machtwechsel von den Konservativen zu den Sozialisten nach Ablauf seiner ersten Amtszeit 1995 zum stellvertretenden Generalstaatsanwalt degradiert und von den Konservativen nach deren erneuter Machtübernahme 1997 nicht für den Posten des Generalstaatsanwalts berücksichtigt worden war, nutzte er seine große Bekanntheit und sein Ansehen direkt nach seinem Ausscheiden aus dem Staatsdienst im Frühjahr 1997 und erklärte seine Kandidatur für das höchste Staatsamt. Bei den im Winter 1997/1998 stattgefundenen Präsidentschaftswahlen unterlag er in der Stichwahl nur knapp (mit 14.000 Stimmen) dem Kandidaten der Konservativen, Valdas Adamkus.
Als Konsequenz seiner landesweiten Bekanntheit entschloss er sich, sein politisches Engagement fortzusetzen und gründet eine neue Partei, die Naujoji Sąjunga („Neue Union“), die später auch als „Sozialliberale“ firmierte. Er war seit ihrer Gründung am 25. April 1998 bis zum 15. November 2008 Parteivorsitzender.

### Parlamentsvorsitzender
Mit dem Image des unverbrauchten und nicht korrumpierten Politikers führte er die neue Partei in den Kommunalwahlen im Frühjahr 2000 und dann in den Parlamentswahlen im Herbst 2000 auf den dritten Rang in der Wählergunst (knapp 20 % der Wählerstimmen). Zusammen mit der Partei des ebenfalls als Außenseiter verschrienen früheren Premierministers Rolandas Paksas, der sich den Liberalen angeschlossen und diese zur zweitstärksten Partei hatte werden lassen, gründeten sie eine „Koalition der neuen Politik“.
Paksas wurde Premierminister, Paulauskas Parlamentsvorsitzender. Schon bald aber kam es zum Zerwürfnis der beiden Koalitionspartner und Paulauskas' Sozialliberale bildeten eine neue Koalition mit der stärksten Partei im Parlament, den Sozialdemokraten unter Algirdas Brazauskas. Paulauskas blieb in Folge Parlamentsvorsitzender.
Eine bedeutende Rolle spielte er in dieser Funktion im Amtsenthebungsverfahren des damaligen Staatspräsidenten Rolandas Paksas im Winter 2003/2004. Paulauskas wurde vom Sicherheitsdienst mit Unterlagen versorgt, die dem Präsidenten die Staatssicherheit gefährdendes Verhalten vorwarfen. Er gab dieses Material an die Parlamentsfraktionen weiter, die die Einsetzung einer Untersuchungskommission beschlossen. Als Parlamentsvorsitzender betrieb Paulauskas aktiv die Amtsenthebung, zu der es schließlich im April 2004 kam. Bis zu den Neuwahlen im Juli 2004 übernahm er kommissarisch das Amt des Präsidenten.
Sein politischer Stern war aber bereits im Sinken begriffen. Nicht nur für die Anhänger des ehemaligen Präsidenten Paksas wurde er zum Feindbild Nummer 1, auch bei anderen politischen und gesellschaftlichen Kräften des Landes hatte er sich in den Jahren seiner politischen Laufbahn wenig Rückhalt schaffen können. Um dem politischen Aus zu entgehen, schloss sich seine Partei mit den Regierungspartnern, den Sozialdemokraten, zur Wahlallianz A. Brazausko ir A. Paulausko koalicija „Už darbą Lietuvai“ (A. Brazauskas' und A. Paulauskas' Koalition „Arbeit für Litauen“) zusammen. Schwer geschlagen retteten sich beide Parteien nach den Wahlen im Herbst 2004 in eine Koalition mit der Arbeitspartei und der Bauernpartei. Paulauskas wurde erneut als Parlamentsvorsitzender bestätigt.
Dass sich die Kräfte zu seinen Ungunsten verschoben hatten, musste er im März 2006 erfahren. Eine anfangs harmlos aussehende Affäre um Dienstwagennutzung in der Kanzlei des Parlaments und andere Vorteilsnahme im Amt wurde Paulauskas zum Verhängnis, da ihm hierfür die politische Verantwortung zugeschrieben wurde. Er weigerte sich, freiwillig zurückzutreten. Eine Vertrauensabstimmung im Parlament, bei der sich zahlreiche Abgeordnete der Regierungsmehrheit (v. a. der Arbeitspartei) gegen ihn wendeten, fiel am 11. April 2006 mit 94 Ja- zu 11 Nein-Stimmen (bei insgesamt 141 Abgeordneten) sehr deutlich für seinen Rücktritt aus. Nach diesem politischen „Verrat“ traten die Sozialliberalen aus der Regierungskoalition aus. Daraufhin musste das Kabinett Brazauskas II zurücktreten.

### Nach 2006
Im Kabinett Kirkilas war die Naujoji Sąjunga ab Januar 2008 wieder vertreten. Paulauskas übernahm das Amt des Umweltministers, das er bis Dezember 2008 ausübte. Bei den Parlamentswahlen im Oktober 2008 war das Ende der Neuen Union als Regierungspartei endgültig gekommen: mit 3,6 % der gültigen Stimmen verfehlten die Sozialliberalen klar die 5-Prozent-Hürde und schieden aus dem Parlament aus. Am 15. November 2008 trat Paulauskas als Parteivorsitzender zurück, womit seine politische Karriere vorerst als beendet galt.
Naujoji sąjunga fusionierte 2011 mit der populistischen Darbo partija (DP; „Arbeitspartei“) des Unternehmers Viktor Uspaskich. Als Mitglied der DP war Paulauskas von 2012 bis 2016 erneut Mitglied des Seimas. Er war Kandidat der Arbeitspartei bei der Präsidentschaftswahl in Litauen 2014, mit 12,2 % der Stimmen kam er auf den dritten Platz. Paulauskas gehört zu den 89 Personen aus der Europäischen Union, gegen die Russland im Mai 2015 ein Einreiseverbot verhängt hat.
Er verließ 2017 die Darbo partija, gründete die politische Bewegung Pirmyn, Lietuva („Vorwärts, Litauen“) und wurde deren Vorsitzender. Die Organisation fusionierte 2020 mit der liberalen Lietuvos laisvės sąjunga und der rechtspopulistischen Partei Tvarka ir teisingumas zur Partei Laisvė ir teisingumas („Freiheit und Gerechtigkeit“). Paulauskas wurde deren stellvertretender Vorsitzender. Die Partei scheiterte bei der Parlamentswahl im Oktober 2020 an der Einzugshürde.

## Privates
Artūras ist in zweiter Ehe verheiratet mit Jolanta und hat aus dieser Ehe eine Tochter, Aistė, und einen Sohn, Arnas. Aus erster Ehe ist er Vater zweier Söhne (Andrius und Vilius).
Paulauskas wohnt in Tarandė (Vilnius).
Wegen illegaler Zaunarbeiten auf seinem Grundstücke wurde er 2001 juristisch belangt.